# آتلوفوبیا

نقاشی تصویری خیالی از آتلوفوبیا

آتِلوفوبیا (Atelophobia) یا نقص‌هراسی، نوعی فوبیا یا ترس از ناقص بودن است. آتلوفوبیا نوعی اختلال اضطرابی است که با ترس مداوم و بیش از حد از نقص‌ها مشخص می‌شود. افراد مبتلا به آتلوفوبیا از هر نوع نقص در زندگی‌شان می‌ترسند و و همیشه تلاش می‌کنند که در تمام جنبه‌های زندگی‌شان بی‌نقص باشند و از هر اشتباهی دچار اضطراب شدید می‌شوند. این ترس یک نوع افراطی از کمال‌گرایی است که می تواند به مشکلات روانی مانند خودقضاوتی منفی، اضطراب، استرس، احساس ناکافی بودن، عزت نفس پایین و افسردگی و حتی فروپاشی عصبی منجر شود. این افراد ممکن است اهداف غیرواقعی برای خود تعیین کنند، از انجام کارها یا چالش‌هایی که ممکن است به اشتباه منجر شود، اجتناب کنند و ممکن است بر اشتباهات گذشته یا اشتباهاتی که احتمال دارد مرتکب شوند، وسواس داشته باشند. به دلیل قضاوت مداوم از خود و ارزیابی‌های منفی، این افراد معمولاً ترس از کافی نبودن را در خود تقویت می‌کنند. آتلوفوبیا با آتیکی فوبیا (ترس از شکست) و اضطراب اجتماعی (ترس از قضاوت دیگران) متفاوت است.

## علائم و نشانه‌ها
علائم اتلوفوبیا شامل نشانه‌های عاطفی، ذهنی و جسمی است. این علائم معمولاً در شرایطی ظاهر می‌شوند که اتلوفوبیا را در فرد تحریک می‌کند. این علائم غیرقابل‌کنترل بوده و ممکن است بر افکار فرد مسلط شوند.
علائم عاطفی
- نگرانی مداوم
- ترس شدید
- ناتوانی در مواجهه با اختلافات جزئی
- عصبانیت یا تحریک پذیری
- فرسودگی یا خستگی
- افسردگی یا غم
- اضطراب یا حملات پانیک

علائم ذهنی
- ناتوانی در تمرکز بر روی چیزی غیر از ترس
- جدا شدن عاطفی از دیگران
- عزت نفس پایین
- نیاز مداوم به تأیید دیگران
- ناامیدی شدید نسبت به اشتباهات جزئی
- دیدگاه بدبینانه به زندگی
- تمایل به تعیین استانداردهای غیرواقعی برای خود
- حساسیت زیاد به انتقاد

علائم جسمی که ممکن است بر اثر این حالات عاطفی و ذهنی ایجاد شوند:
- تنفس سریع
- لرز
- سرگیجه و سبکی سر
- تعریق بیش از حد
- افزایش ضربان قلب
- خشکی دهان
- حالت تهوع
- تنگی نفس (تنگی نفس)
- ناراحتی معده یا سوء هاضمه (سوء هاضمه)
- مشکلات خواب
- تغییرات در اشتها
- بی‌قراری

#### افراد مبتلا به آتلوفوبیا ممکن است درگیر بیماری‌های روانی نیز باشند:[۲]
- اختلال شخصیت اجتنابی
- اختلال خودبیمارانگاری (هیپوکندریازیس)
- اختلال اختلال وسواسی-جبری
- اختلال هراس
- اختلال شخصیت پارانوئید
- اختلال استرس پس از سانحه (PTSD)
- اختلالات سوء مصرف مواد مانند اعتیاد به مواد مخدر یا اختلال مصرف الکل

## مدیریت و درمان
علت دقیق اتلوفوبیا ممکن است به ترکیبی از عوامل مختلف برگردد. تشخیص این اختلال توسط متخصص سلامت روان معمولاً شامل روش‌های مختلفی است. تشخیص به‌طور کلی بر اساس تاریخچه پزشکی، اجتماعی و خانوادگی فرد استوار است. همچنین، ارزیابی علائم و مصاحبه‌های فردی برای دسته‌بندی تشخیص طبق راهنمایی‌های «راهنمای تشخیصی و آماری اختلالات روانی» (DSM-5) استفاده می‌شود.
در برخی موارد، برای رد کردن دیگر بیماری‌هایی که ممکن است بر سلامت روان فرد تأثیر بگذارند یا علائمی مشابه اتلوفوبیا داشته باشند (مانند بیماری‌های روان‌پزشکی، سرطان‌های مغزی، و تروماهای اخیر)، معاینه فیزیکی، آزمایش‌های آزمایشگاهی (مانند آزمایش خون و نمونه ادرار)، و تصویربرداری از مغز انجام می‌شود. افراد مبتلا به اتلوفوبیا ممکن است همزمان با سایر بیماری‌های روانی مانند افسردگی، اختلال وسواس فکری-عملی (OCD)، یا اختلالات مرتبط با مصرف مواد و اعتیاد نیز درگیر باشند. به منظور مدیریت صحیح این شرایط همراه، ارزیابی کامل توسط یک متخصص سلامت روان بسیار مهم است.
درمان اتلوفوبیا به شدت بیماری و سابقه پزشکی فرد بستگی دارد. درمان‌ها معمولاً شامل تغییرات در سبک زندگی، روان‌درمانی و داروها می‌شود. تغییرات در سبک زندگی ممکن است شامل کاهش مصرف کافئین، افزایش فعالیت بدنی، و تمرین ذهن‌آگاهی از طریق مدیتیشن یا یوگا باشد. این تغییرات برای کاهش علائم عاطفی، ذهنی و جسمی اتلوفوبیا با افزایش تمرکز و بهره‌وری، و همچنین تقویت مکانیزم‌های مقابله‌ای مثبت و بهبود کلی سلامت و رفاه طراحی شده‌اند.
- روان درمانی: درمان اصلی فوبیا روان درمانی یا گفتار درمانی است. این کار با افکار و باورهای اساسی که فوبیا را تقویت می‌کند مقابله می‌کند. انواع مختلفی از روان درمانی وجود دارد، اما برای فوبیا، پزشکان اغلب مواجهه درمانی را توصیه می‌کنند. که شامل قرار گرفتن تدریجی در معرض چیزهایی است که فرد از آن می‌ترسد.[۳]
- درمان شناختی رفتاری: گزینه‌های روان‌درمانی معمولاً شامل «درمان مواجهه‌ای» (ET) یا «درمان شناختی-رفتاری» (CBT) تحت نظارت یک متخصص سلامت روان است. در ET، افراد به‌طور مکرر با موقعیت‌هایی که اتلوفوبیا را در آنها تحریک می‌کنند، مواجه می‌شوند تا به تدریج به این موقعیت‌ها عادت کرده و بهتر بتوانند با آنها و ترس‌های مرتبط با آن‌ها مقابله کنند. در CBT، افراد در معرض موقعیت‌هایی قرار می‌گیرند که می‌تواند ترس از ناقص بودن را در آنها تحریک کند، با هدف شناسایی دقیق محرک‌ها و تغییر واکنش‌های عاطفی و رفتاری نسبت به آنها.[۱] همچنین به افراد می‌آموزد که افکار غیر مفیدی را که به اضطراب آنها کمک می‌کند به چالش بکشند و در نهایت افکار متعادل تر را جایگزین آنها کنند.[۳]
- اصلاح سبک زندگی: کاهش یا توقف مصرف کافئین[۳] و یک رژیم غذایی سالم و ورزش منظم می‌تواند به بهبود خلق و خوی شما و کاهش احساس افسردگی یا تفکر منفی کمک کند. تنفس عمیق، یوگا یا مدیتیشن ممکن است به شما در مدیریت اضطراب و جلوگیری از حملات پانیک کمک کند.[۲][۳]
- دارو: بسته به وضعیت و درمان‌های گذشته فرد، ممکن است از داروهای خاصی برای کنترل علائم اتلوفوبیا استفاده شود. داروهای ضد اضطراب مانند بنزودیازپین‌ها (مانند لورازپام و کلونازپام) می‌توانند به پیشگیری یا کنترل علائم اضطراب یا حملات پانیک کمک کنند. بتابلوکرها، مانند پروپرانولول، نیز می‌توانند به کاهش علائمی مانند افزایش ضربان قلب، تعریق یا سرگیجه کمک کنند. در برخی موارد، آرام‌بخش‌ها می‌توانند در موقعیت‌های تحریک‌آمیز بدن را آرام کرده و تسکین دهند.[۱]

## شیوع
مطالعات کمی در مورد شیوع آتلوفوبیا وجود دارد، اما اختلالات فوبیا نسبتاً رایج هستند. تحقیقات نشان می‌دهد که حدود ۱۲ درصد از بزرگسالان و ۱۹ درصد از نوجوانان در ایالات متحده در مقطعی از زندگی خود فوبیای خاصی را تجربه می‌کنند. آنها در زنان دو برابر بیشتر از مردان شایع هستند.